# 沈應科
沈應科（1537年—1622年），字邦彥，又字獻夫，號全吾，直隸蘇州府常熟縣芝塘里人，民籍，明朝政治人物。

## 生平
嘉靖四十年（1561年）辛酉科應天鄉試第六十四名舉人，隆慶五年（1571年）中式辛未科會試第一百十七名，二甲第二十一名進士，礼部觀政，授知山東兗州府沂州，萬曆五年（1577年）升南京兵部員外郎，又升郎中，萬曆十年出知廣東之廉州府，十四年升福建興泉道副使，十七年升廣西左參政，养病。卒年八十六。

## 家族
曾祖沈敬；祖父沈岊；父沈學，母陳氏；繼母楊氏。慈侍下。弟沈應第。